# Merli Kaljuve
Merli Kaljuve (* 18. Dezember 1984) ist eine estnische Fußballspielerin.
Kaljuve wurde 2003 zweimal für die Nationalmannschaft Estland eingesetzt. Sechs Jahre später bei der FISU Universiade 2009 wurde sie nochmals nominiert und in vier Spielen eingesetzt. Des Weiteren spielt Kaljuve Unihockey.